# Ljudintensitet
Ljudintensitet är ljudets effekt per ytenhet med enhet {\displaystyle W/m^{2}}. Man tänker sig att en ljudvåg med en viss effekt (energi per tidsenhet) passerar genom en yta. Då ytan kan ha olika orientering är ljudintensiteten i allmänhet en vektorstorhet. 
Absolutbeloppet av ljudintensitetsvektorn kan användas som ett mått på ljudstyrkan. På så sätt kan ljudintensitet användas för att definiera ljudnivån i dB.